# Kalpin
Kalpin (âm Hán Việt: Kha Bình huyện, chữ Hán giản thể: 柯坪县) là một huyện thuộc địa khu Aksu, Tân Cương, Cộng hòa Nhân dân Trung Hoa. Huyện này có diện tích 8918 ki-lô-mét vuông, dân số năm 2002 là 40.000 người. Về mặt hành chính, huyện này được chia thành 1 trấn, 4 hương.
- Trấn: Kalpin.
- Hương: Ngọc-nhĩ-kỳ, A-kháp-lặc, Cái-tư-lực-khắc.

## Khí hậu
| Dữ liệu khí hậu của Kalpin, elevation 1.162 m (3.812 ft), (1991–2020 normals, extremes 1981–2010) | Dữ liệu khí hậu của Kalpin, elevation 1.162 m (3.812 ft), (1991–2020 normals, extremes 1981–2010) | Dữ liệu khí hậu của Kalpin, elevation 1.162 m (3.812 ft), (1991–2020 normals, extremes 1981–2010) | Dữ liệu khí hậu của Kalpin, elevation 1.162 m (3.812 ft), (1991–2020 normals, extremes 1981–2010) | Dữ liệu khí hậu của Kalpin, elevation 1.162 m (3.812 ft), (1991–2020 normals, extremes 1981–2010) | Dữ liệu khí hậu của Kalpin, elevation 1.162 m (3.812 ft), (1991–2020 normals, extremes 1981–2010) | Dữ liệu khí hậu của Kalpin, elevation 1.162 m (3.812 ft), (1991–2020 normals, extremes 1981–2010) | Dữ liệu khí hậu của Kalpin, elevation 1.162 m (3.812 ft), (1991–2020 normals, extremes 1981–2010) | Dữ liệu khí hậu của Kalpin, elevation 1.162 m (3.812 ft), (1991–2020 normals, extremes 1981–2010) | Dữ liệu khí hậu của Kalpin, elevation 1.162 m (3.812 ft), (1991–2020 normals, extremes 1981–2010) | Dữ liệu khí hậu của Kalpin, elevation 1.162 m (3.812 ft), (1991–2020 normals, extremes 1981–2010) | Dữ liệu khí hậu của Kalpin, elevation 1.162 m (3.812 ft), (1991–2020 normals, extremes 1981–2010) | Dữ liệu khí hậu của Kalpin, elevation 1.162 m (3.812 ft), (1991–2020 normals, extremes 1981–2010) | Dữ liệu khí hậu của Kalpin, elevation 1.162 m (3.812 ft), (1991–2020 normals, extremes 1981–2010) |
| Tháng                                                                                             | 1                                                                                                 | 2                                                                                                 | 3                                                                                                 | 4                                                                                                 | 5                                                                                                 | 6                                                                                                 | 7                                                                                                 | 8                                                                                                 | 9                                                                                                 | 10                                                                                                | 11                                                                                                | 12                                                                                                | Năm                                                                                               |
| ------------------------------------------------------------------------------------------------- | ------------------------------------------------------------------------------------------------- | ------------------------------------------------------------------------------------------------- | ------------------------------------------------------------------------------------------------- | ------------------------------------------------------------------------------------------------- | ------------------------------------------------------------------------------------------------- | ------------------------------------------------------------------------------------------------- | ------------------------------------------------------------------------------------------------- | ------------------------------------------------------------------------------------------------- | ------------------------------------------------------------------------------------------------- | ------------------------------------------------------------------------------------------------- | ------------------------------------------------------------------------------------------------- | ------------------------------------------------------------------------------------------------- | ------------------------------------------------------------------------------------------------- |
| Cao kỉ lục °C (°F)                                                                                | 9.2 (48.6)                                                                                        | 15.6 (60.1)                                                                                       | 27.8 (82.0)                                                                                       | 35.4 (95.7)                                                                                       | 36.2 (97.2)                                                                                       | 39.8 (103.6)                                                                                      | 41.9 (107.4)                                                                                      | 42.7 (108.9)                                                                                      | 37.2 (99.0)                                                                                       | 31.2 (88.2)                                                                                       | 23.9 (75.0)                                                                                       | 15.9 (60.6)                                                                                       | 42.7 (108.9)                                                                                      |
| Trung bình ngày tối đa °C (°F)                                                                    | −0.6 (30.9)                                                                                       | 5.9 (42.6)                                                                                        | 15.3 (59.5)                                                                                       | 23.6 (74.5)                                                                                       | 28.2 (82.8)                                                                                       | 31.7 (89.1)                                                                                       | 33.4 (92.1)                                                                                       | 32.3 (90.1)                                                                                       | 27.8 (82.0)                                                                                       | 20.7 (69.3)                                                                                       | 10.7 (51.3)                                                                                       | 1.5 (34.7)                                                                                        | 19.2 (66.6)                                                                                       |
| Trung bình ngày °C (°F)                                                                           | −7.5 (18.5)                                                                                       | −0.9 (30.4)                                                                                       | 8.3 (46.9)                                                                                        | 16.3 (61.3)                                                                                       | 20.6 (69.1)                                                                                       | 23.8 (74.8)                                                                                       | 25.3 (77.5)                                                                                       | 24.2 (75.6)                                                                                       | 19.6 (67.3)                                                                                       | 11.9 (53.4)                                                                                       | 2.9 (37.2)                                                                                        | −5.0 (23.0)                                                                                       | 11.6 (52.9)                                                                                       |
| Tối thiểu trung bình ngày °C (°F)                                                                 | −13.3 (8.1)                                                                                       | −7.0 (19.4)                                                                                       | 1.5 (34.7)                                                                                        | 8.8 (47.8)                                                                                        | 13.3 (55.9)                                                                                       | 16.4 (61.5)                                                                                       | 18.2 (64.8)                                                                                       | 17.1 (62.8)                                                                                       | 12.3 (54.1)                                                                                       | 4.5 (40.1)                                                                                        | −3.2 (26.2)                                                                                       | −9.9 (14.2)                                                                                       | 4.9 (40.8)                                                                                        |
| Thấp kỉ lục °C (°F)                                                                               | −27.5 (−17.5)                                                                                     | −28.1 (−18.6)                                                                                     | −17.3 (0.9)                                                                                       | −3.6 (25.5)                                                                                       | 3.5 (38.3)                                                                                        | 8.5 (47.3)                                                                                        | 9.5 (49.1)                                                                                        | 9.4 (48.9)                                                                                        | 3.2 (37.8)                                                                                        | −3.9 (25.0)                                                                                       | −13.6 (7.5)                                                                                       | −25.0 (−13.0)                                                                                     | −28.1 (−18.6)                                                                                     |
| Lượng Giáng thủy trung bình mm (inches)                                                           | 2.0 (0.08)                                                                                        | 3.0 (0.12)                                                                                        | 4.0 (0.16)                                                                                        | 4.0 (0.16)                                                                                        | 13.8 (0.54)                                                                                       | 22.2 (0.87)                                                                                       | 26.6 (1.05)                                                                                       | 26.1 (1.03)                                                                                       | 15.0 (0.59)                                                                                       | 4.0 (0.16)                                                                                        | 0.9 (0.04)                                                                                        | 1.8 (0.07)                                                                                        | 123.4 (4.87)                                                                                      |
| Số ngày giáng thủy trung bình (≥ 0.1 mm)                                                          | 2.5                                                                                               | 2.1                                                                                               | 1.0                                                                                               | 1.5                                                                                               | 4.7                                                                                               | 7.8                                                                                               | 9.2                                                                                               | 7.9                                                                                               | 4.7                                                                                               | 1.3                                                                                               | 0.9                                                                                               | 2.1                                                                                               | 45.7                                                                                              |
| Số ngày tuyết rơi trung bình                                                                      | 4.7                                                                                               | 3.0                                                                                               | 0.6                                                                                               | 0                                                                                                 | 0                                                                                                 | 0                                                                                                 | 0                                                                                                 | 0                                                                                                 | 0                                                                                                 | 0                                                                                                 | 1.0                                                                                               | 4.4                                                                                               | 13.7                                                                                              |
| Độ ẩm tương đối trung bình (%)                                                                    | 66                                                                                                | 55                                                                                                | 40                                                                                                | 33                                                                                                | 37                                                                                                | 42                                                                                                | 46                                                                                                | 49                                                                                                | 51                                                                                                | 51                                                                                                | 57                                                                                                | 69                                                                                                | 50                                                                                                |
| Số giờ nắng trung bình tháng                                                                      | 185.7                                                                                             | 181.5                                                                                             | 194.6                                                                                             | 207.8                                                                                             | 248.5                                                                                             | 267.8                                                                                             | 274.6                                                                                             | 257.2                                                                                             | 238.1                                                                                             | 242.9                                                                                             | 197.7                                                                                             | 172.6                                                                                             | 2.669                                                                                             |
| Phần trăm nắng có thể                                                                             | 61                                                                                                | 59                                                                                                | 52                                                                                                | 51                                                                                                | 55                                                                                                | 60                                                                                                | 61                                                                                                | 62                                                                                                | 65                                                                                                | 72                                                                                                | 68                                                                                                | 60                                                                                                | 61                                                                                                |
| Nguồn: China Meteorological Administration                                                        |                                                                                                   |                                                                                                   |                                                                                                   |                                                                                                   |                                                                                                   |                                                                                                   |                                                                                                   |                                                                                                   |                                                                                                   |                                                                                                   |                                                                                                   |                                                                                                   |                                                                                                   |